# Hirne, Strîi
Hirne (în ucraineană Гірне) este o comună în raionul Strîi, regiunea Liov, Ucraina, formată numai din satul de reședință.

## Demografie
Componența lingvistică a comunei Hirne
     Ucraineană (99,77%)
     Alte limbi (0,23%)
Conform recensământului din 2001, majoritatea populației comunei Hirne era vorbitoare de ucraineană (99,77%), existând în minoritate și vorbitori de alte limbi.